# 費爾森山
47°3′16″N 9°42′53″E / 47.05444°N 9.71472°E

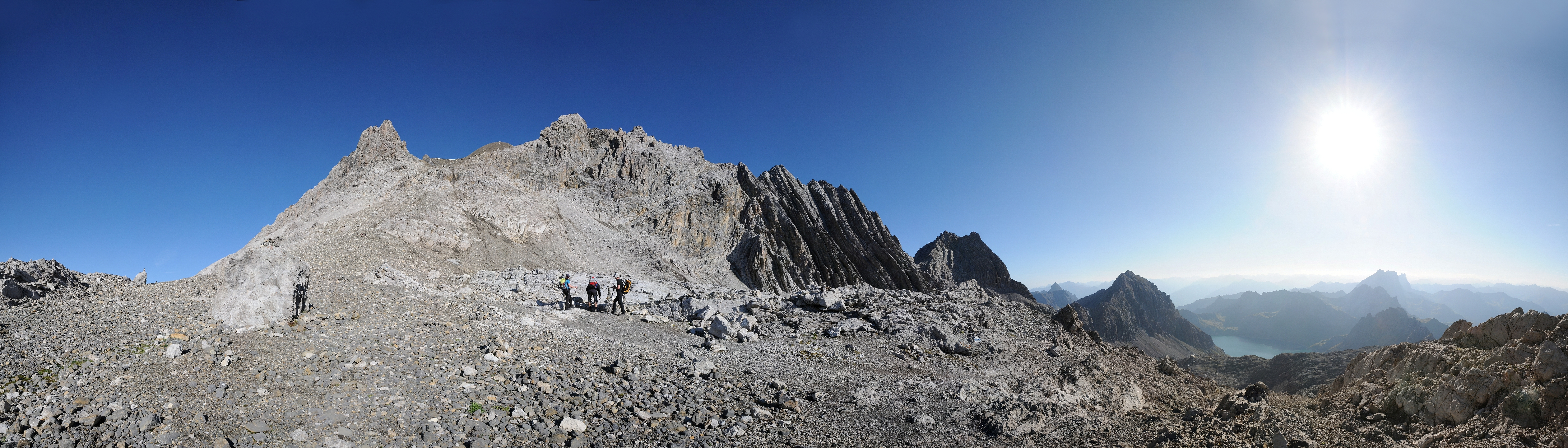

費爾森山（德語：Felsenkopf），是奧地利的山峰，位於該國西部，由福拉爾貝格州負責管轄，屬於雷蒂孔山的一部分，距離謝薩普拉納山0.2公里，海拔高度2,835米。